# Уингсют
Уингсют (на английски: wingsuit: от „wing“ – крило и „suit“ – костюм) е специален костюм, добавящ допълнителна площ към площта на човешкото тяло, подпомагайки планирането във въздуха.
Летенето с уингсют се нарича още уингсютинг (wingsuiting) и е вид екстремен спорт, вариант на парашутизма, при който се правят скокове с уингсют.
Въпреки че първите опити за реализиране на този вид спорт датират от 1912 година, първите съвременни костюми за уингсют летене са разработени в края на 1990-те. Те добавят допълнителна площ от плат между двата крака и между ръцете и торса, по аналогия с крилата на прилепите и специалните кожни приспособления на летящите катерици. Един уингсют скок започва със свободно падане и обичайно завършва с отваряне на парашут.

## Галерия
- Напускане на самолета
- Уингсют скачачи
- Уингсют формация
- Поглед отдолу

|  | Тази страница частично или изцяло представлява превод на страницата Wingsuit flying в Уикипедия на английски. Оригиналният текст, както и този превод, са защитени от Лиценза „Криейтив Комънс – Признание – Споделяне на споделеното“, а за съдържание, създадено преди юни 2009 година – от Лиценза за свободна документация на ГНУ. Прегледайте историята на редакциите на оригиналната страница, както и на преводната страница, за да видите списъка на съавторите. ВАЖНО: Този шаблон се отнася единствено до авторските права върху съдържанието на статията. Добавянето му не отменя изискването да се посочват конкретни източници на твърденията, които да бъдат благонадеждни. |